# Stratton Oakmont
Stratton Oakmont, Inc. était une maison de courtage de gré à gré — over-the-counter (OTC) en anglais — basée à Long Island, dans l'État de New York. Fondée en 1989 par Jordan Belfort et Danny Porush, Stratton Oakmont est le plus grand cabinet de gré à gré aux États-Unis à la fin des années 1980 et 1990.

## Histoire
Jordan Belfort fonde Stratton Oakmont avec Danny Porush et Brian Blake en 1989. Elle devient par la suite la plus grande société de gré à gré aux États-Unis à la fin des années 1980 et 1990 et est responsable de l'introduction en bourse — initial public offering (IPO) en anglais — de 35 sociétés dont l'entreprise du créateur de mode et de l'homme d'affaires Steve Madden,. La société n'avait pas de product control, une fonction pour vérifier les prix de ses positions et surveiller l'activité de négociation. Stratton Oakmont a participé à des programmes de pump and dump (en français : « gonfler et larguer »), une technique de manipulation de marché qui consiste à faire monter artificiellement le prix d'une action (pump) par des déclarations mensongères, dans le but de revendre ces actions, achetées à bas prix, avec une forte plus-value. Stratton Oakmont essayait également de maintenir le prix d'une action en refusant d'accepter ou de traiter les ordres de vente de cette dernière. À partir de 1989, l'entreprise était sous surveillance quasi constante de la part de la National Association of Securities Dealers (NASD) pouvant être traduit en français par « Association nationale des agents de change », une association regroupant les agents de change travaillant aux États-Unis,.
En 1995, la firme a poursuivi le service en ligne Prodigy Communications Corporation pour diffamation devant un tribunal de la ville de New York, dans une affaire comportant de vastes implications juridiques. Enfin, en avril 1996, le comité de conduite des affaires du district de New York a interdit à Stratton Oakmont d'effectuer des transactions de détail principales pendant un an. Stratton Oakmont a par la suite fait appel au comité national de conduite des affaires de la NASD. En décembre 1996, le NBCC a expulsé Stratton Oakmont de la NASD, mettant l'entreprise à la faillite. Les responsables ont décrit Stratton Oakmont comme « l'un des pires acteurs » du secteur des valeurs mobilières, avec un comportement de « mépris évident pour toutes les règles de bonnes pratiques ». En 1999, Jordan Belfort et Danny Porush ont été mis en examen pour fraude en valeurs mobilières et blanchiment d'argent. Ils ont plaidé coupable et admis que pendant sept ans, ils ont exploité un stratagème dans lequel ils ont manipulé les actions d'au moins 34 sociétés. Dans le cadre de leur entente de plaidoyer, ils ont reçu une peine moindre de temps en prison et ont coopéré avec les procureurs dans leurs enquêtes qui portaient sur d'autres maisons de courtage.

## Dans la culture populaire
Sorti en 2013, Le Loup de Wall Street est un film dramatique réalisé par Martin Scorsese et basé sur l'autobiographie de Jordan Belfort. Il raconte l'ascension vers la fortune du courtier en bourse Jordan Belfort, interprété par Leonardo DiCaprio, et ses malversations au cœur des années 1980 et 1990, le menant à sa chute et à une forme de rédemption. Quant à lui, Jonah Hill joue le rôle du personnage fictif de Donnie Azoff, vaguement inspiré de Danny Porush.